# Benjamin Holt

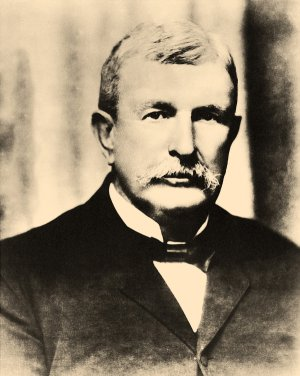
Benjamin Holt

Benjamin Holt (1849 - 1920) was samen met zijn broer eigenaar van het familiebedrijf Holt & Co, dat later onderdeel werd van Caterpillar.
Benjamin Holt gaf samen met zijn broer Charles Henry Holt leiding aan Holt & co, een bedrijf dat was gespecialiseerd in het maken van wielen en wagons van hardhout. Toen het bedrijf verkocht werd aan Daniel Best, die het de naam Caterpillar gaf, was Benjamin Holt verantwoordelijk voor het eerste ontwerp van de Caterpillar rupstractor. Later in het begin van de 20ste eeuw was hij ook verantwoordelijk voor de eerste Caterpillar tank.
Benjamin Holt overleed in 1920. Hij wordt gezien als een belangrijk industrieel ontwerper. Er is een universiteit naar hem vernoemd en in Stockton is een straat naar hem vernoemd.